# 亚斯米娜·佩拉齐奇
亚斯米娜·佩拉齐奇（1960年12月6日—），塞尔维亚女子篮球运动员。她曾代表南斯拉夫国家队参加1980年和1984年夏季奥林匹克运动会篮球比赛，其中1980年奥运会获得一枚铜牌。